# Pohjasvedensaari
Pohjasvedensaari är en ö i Finland. Den ligger i sjön Evijärvi och i kommunen Evijärvi i den ekonomiska regionen  Järviseutu ekonomiska region  och landskapet Södra Österbotten, i den centrala delen av landet, 400 km norr om huvudstaden Helsingfors. Öns area är 0,1 hektar och dess största längd är 70 meter i nord-sydlig riktning.